# 尚湖镇 (常熟市)
尚湖镇是中国江苏省苏州市常熟市的一个镇，位于常熟市西部，2009年总人口120252人。

## 行政区划
2009年，娄葑镇共辖3个社区居委会和23个行政村：王庄社区、冶塘社区、练塘社区、河金村、车路坝村、福寿村、东桥村、张村、家鑫村、南村坝村、山鑫村、大河村、平湖村、新和村、新鑫村、新巷村、下庄村、蒋巷镇村、新裕村、常兴村、鸳鸯桥村、吉桥村、罗墩村、练南村、颜巷村、翁家庄村。